# 돌팔이 의료
돌팔이 의료, 엉터리 치료(quackery)는 사기적이거나 무지한 의료 행위를 조장하는 것이다. 돌팔이 의사(quack)는 "의학적 기술을 속이거나 무지한 척하는 사람" 또는 "전문적으로나 공개적으로 자신이 소유하지 않은 기술, 지식, 자격 또는 자격증을 갖고 있는 척하는 사람, 사기꾼 또는 스네이크 오일(엉터리 제품, 가짜약) 판매원"이다. 돌팔이의 영단어 quackery는 네덜란드어에서 파생된 고대 용어 kwakzalver의 고대 형태이다. kwakzalver는 "고약 행상인" 또는 오히려 일반적으로 연고로 알려진 고약을 자랑하는 사람이다. 중세에는 이 용어가 "고함을 지르다"를 의미했다. 돌팔이꾼들은 관심을 끌기 위해 소리를 지르며 시장에서 물건을 팔았다.
일반적인 돌팔이 행위의 일반적인 요소에는 의심스러운 진단 테스트를 사용한 의심스러운 진단, 특히 암과 같은 심각한 질병에 대한 검증되지 않거나 반박된 치료법이 포함된다. 돌팔이 행위는 종종 공격적인 판촉이라는 두드러진 특징을 지닌 "건강 사기"로 묘사된다.

## 같이 보기
- 신용 사기
- 의료 사기
- 의료 과실
- 정골요법